# Mortal Kombat 1
Mortal Kombat 1 (укр. Смертельна Битва 1) — відеогра в жанрі файтингу, розроблена студією NetherRealm Studios і видана Warner Bros 14 вересня 2023 року для Windows, PlayStation 5, Xbox Series X/S та Nintendo Switch. Це дванадцята основна частина серії Mortal Kombat і продовження Mortal Kombat 11 (2019). Відеогра стала другим програмним перезапуском серії після Mortal Kombat 2011 року.

## Ігровий процес

### Основи
Mortal Kombat 1 продовжує традиційний ігровий процес серії, що полягає в боях двох персонажів за допомогою комбінацій ударів, присідань і стрибків. Суперника можна також кинути в певний бік; кидок неможливо заблокувати. В Mortal Kombat 1 є короткі й довгі стрибки, що виконуються коротким чи довгим натисканням відповідної кнопки. Коли здоров'я суперника майже вичерпане, можна виконати особливий видовищний прийом «фаталіті», який убиває суперника. Якщо персонаж фінальним прийомом наприкінці бою (а не раунду, яких може бути декілька) виконує аперкот, то здійснює інше видовищне добивання — «бруталіті».
У грі наявні камео-бійці, які надають допомогу гравцеві під час боїв. Ці персонажі відокремлені від основного складу та обираються перед кожним боєм. Деякі з них — це альтернативні версії головних героїв. Їх можна викликати в бій і тоді вони виконують спеціальну атаку або комбінацію ударів на супротивника, включаючи фаталіті та бруталіті. Якщо камео зазнає атаки суперника до того, як виконає власну атаку, то цей персонаж зникає з арени. Кількість прикликань камео за час бою залежить від зарядів, які поступово поповнюються. Нові камео відкриваються впродовж набору гравцем досвіду у різних битвах, що виражається в зростанні бойових рангів. Крім того кожен боєць має 35 рівнів розвитку, а камео — 15, і на кожному з них доступні різні елементи оформлення, корисні предмети чи додаткові удари.
Фатальні удари, вперше представлений у Mortal Kombat 11, присутні тут з іншою функціональністю. Ці спеціальні рухи можна активувати, коли здоров'я персонажа падає нижче 30 %, однак у цій грі вони виконуються як подвійні атаки персонажа та камео. Вирішальна смертельна атака показується в «рентгенівському режимі», демонструючи внутрішні тілесні ушкодження. Mortal Kombat 1 приділяє більше уваги комбінаціям ударів, які виконуються в повітрі. Зріс перелік атак, які виконуються лише тоді, коли персонаж відривається від землі.
У грі є декілька валют: монети, сезонні кредити, кристали дракона та корони. За них можна придбати елементи оформлення бійців і предмети, що надають додаткові здібності, як-от лікування під час бою. Вони заробляються за перемоги чи (в меншій кількості) за поразки, за винятком кристалів дракона, що отримуються за реальні гроші.
У новому режимі «Вторгнення» пропонується керувати бійцем і його камео, рухаючись по рівню, де можна зустріти бої, випробування майстерності чи скарби. На проходження рівня відводиться обмежений час, після чого рівень створюється заново з іншим наповненням. Завершення рівнів винагороджується сезонними кредитами, за які потім купуються унікальні сезонні предмети.

### Персонажі
| Базовий список | Камео-бійці                                                                                             | Камео-бійці                                                                                             |
| --- | --- | --- |
| - Ашра - Барака - Герас - Джонні Кейдж - Кенші - Кітана - Кунг Лао - Лі Мей - Лю Кан - Міліна - Нітара - Райден - Рейко - Рейн - Рептилія - Саб-Зіро - Сіндел - Скорпіон - Смоук - Таня - Хавік - Шао Кан - Шанг Цунг Kombat Pack - Ермак - Куан Чі - Такеда - Хоумлендер - Омнімен - Миротворець Kombat Pack 2 - Сайракс - Сектор - Нуб Сайбот - Примарне обличчя - Конан-варвар - Т-1000 | - Дарріус - Фрост - Ферра/Торр - Ґоро - Джакс Бріґз - Кано - Кунг Лао - Навадо - Данет Кейдж - Шуджинко | - Сайракс - Саріна - Скорпіон - Сектор - Соня Блейд - Страйкер - Саб-Зіро - Мотаро - Тремор - Хамелеона |

## Сюжет
Після перемоги над Кронікою та Шан Цзуном у фіналі Mortal Kombat 11, Лю Кан використовує Пісочний годинник Кроніки, щоб почати історію всесвіту заново. Коли виникає омріяний ним світ, у якому жителі самі обирають власну долю, Лю Кан, побоюючись, що влада розбестить його і він стане таким же, як Кроніка та Шіннок, доручає Герасу охороняти годинник. Згодом він утворює альянс Землі з Зовнішнім світом під егідою продовження турнірів Смертельної Битви. Лю Кан відвідує фермерів Кунг Лао і Рейдена, випробовуючи їх у боях проти Смоука, Саб-Зіро та Скорпіона. Тим часом Джонні Кейдж знімається у фільмі, де він досліджує стародавній храм і перемагає Катару Валу та Каліму. До його апартаментів вривається якудза Кенші Такахаші, але програє двобій. Потім Лю Кан із Саб-Зіро та Скорпіоном пропонують Джонні взяти участь у Смертельній Битві.
Рейден стає чемпіоном Смертельної Битви, та по її завершенню Герас зустрічається з Лю Каном, повідомляючи йому, що Шан Цзун повернувся за допомогою таємничої покровительки на ім'я «Дамаші» і служить радником імператриці Зовнішнього світу Сіндел. Лю Кан доручає Кенші, Кунг Лао та Джонні розслідувати діяльність Шан Цзуна. Вони подорожують до пусток Зовнішнього світу, де стикаються з таркатанами, жертвами вірусу «таркат», і стають свідками того, як Шан Цзун витягує кістковий мозок у вождя таркатанів Бараки. Земляни втручаються, що рятує Бараку і вождь відпускає їх. Шан Цзун тікає до своєї лабораторії, яку герої відшукують завдяки допомозі Бараки. Вони перешкоджають Шан Цзуну заразити вірусом спадкоємну принцесу Зовнішнього світу Міліну. Однак Міліна нападає на них, осліплюючи Кенші, чим Шан Цзун користується, щоб вколоти їй вірус. Її сестра Кітана та генерал Шао прибувають, аби захопити мешканців Землі. Шан Цзун покладає вину на прибульців, а сам вирушає на зустріч зі своїм союзником Куан Чі. Землян кидають до Ям плоті, де Шан Цзун ставив свої експерименти. Потім чаклун намагається отруїти їх газом, але ті втікають завдяки допомозі Рептилії.
Герої зустрічають Ашру, колишню ученицю Куан Чі, яка пояснює, що її вчитель створює пристрої, здатні масово викрадати душі. Дорогою до цих пристроїв Ашра перемагає Нітару та Хавіка. Хоча Куан Чі встигає використати кілька душ для створення Ермака, група перемагає їх і знищує один із викрадачів душ. Рептилія стикається з Лі Мей, Рейко, генералом Шао та Горо. Потім усі, крім Бараки, повертаються на Землю.
Лю Кан наказує воїнам клану Лін Куей (Саб-Зіро, Скорпіону та Смоуку) знищити викрадачі душ і захопити Шан Цзуна, але їх схоплюють самих. Шан Цзун схиляє Саб-Зіро на свій бік, обіцяючи йому командування армією мерців імператора Їнга, оживленою викраденими душами. Після того, як Скорпіон і Смоук тікають з полону, Герас припускає, що Дамаші — це Кроніка, котра прибула з альтернативної історії.
Лю Кан вирушає до Зовнішнього світу, щоб надати Сіндел та її дочкам докази змови Шан Цзуна та Куан Чі. Ермак нападає на них, але Міліна перемагає його, змушуючи душу її батька та чоловіка Сіндел, імператора Джерода, вселитися в тіло Ермака й контролювати його. Героїні знищують пристрої-викрадачі душ, перш ніж зіткнутися з Шан Цзуном і Куан Чі, до яких приєднується Дамаші. Дамаші виявляє себе як старий Шан Цзун і пояснює, що існують різні гілки історії і в одній переміг Лю Кан, а в іншій Шан Цзун, або хтось іще, і ці історії існують одночасно в різних вимірах. Він прагне об'єднати всіх під своєю владою, що обурює нового Шан Цзуна та Куан Чі, які стають на бік Лю Кана. Проте чаклун встигає оживити армію мерців, за допомогою якої планує здійснити своє завоювання. Спалахує битва, в якій Сіндел зазнає смертельного поранення та призначає Міліну своєю наступницею. Джеррод поглинає її душу.
Щоб завадити Шан Цзуну, Лю Кан викликає героїчні версії всіх персонажів із різних гілок історії. Але Шан Цунг викликає їхніх злих двійників на вершині піраміди. Одного з героїв пропонується обрати як напарника Лю Кана і вони вдвох піднімаються на піраміду, долаючи різних ворогів. Після виснажливої битви армія Лю Кана перемагає, і він стирає з історії Шан Цзуна та Куан Чі. Але це загрожує зруйнувати світ, тому Лю Кан повертає всіх бійців у їхні гілки історії.
Лю Кан вітає Джонні, Кенші, Райдена та Кунг Лао за вечерею, а потім вирушає допомогти Скорпіону та Смоуку заснувати клан Ширай Рю та підготувати Земне царство до майбутніх конфліктів. Під час титрів воїни з іншої гілки історії під проводом Хавіка спостерігають за наслідками битви Лю Кана та Шан Цзуна. Жалкуючи, що все скінчилося так швидко, Хавік обіцяє розпочати нову, тривалішу битву.

### DLC Khaos Reigns
Під час весілля Скорпіона і Харумі його минулий друг Саб-Зіро очолює клан Лін Куей, який влаштовує засідку на клан Ширай Рю разом з двома своїми броньованими воїнами — Сектором і Сайракс (жіночою версією Сайракса, яку він обманом змусив повірити, що Скорпіон і Лю Кан зрадили Земне царство). Дізнавшись про обман Саб-Зіро, Сайракс відрікається від нього та допомагає клану Ширай Рю та весільним гостям відбитися від Лін Куей і захопити Саб-Зіро та Сектора. Втім, Скорпіон відмовляється пробачити Сайракс, незважаючи на те, що вона проявила милосердя за наказом Харумі. Через те, що вони підбурюють Шао до повстання, Лю Кан відводить Саб-Зіро і Сектора на суд Міліни, що зайняла трон після смерті матері та намагається переконати її пощадити їх, щоб залагодити подальший конфлікт.
Під час переговорів на них нападає титан Хавік, який раніше воював пліч-о-пліч з титаном Шан Цзуном, а тепер прагне об'єднати інші часові лінії зі своєю власною. Коли його воїни зі Світу Хаосу захоплюють Гераса, Саб-Зіро переслідує їх, але теж потрапляє в полон. Незабаром він дізнається від Хавіка, що той має намір об'єднати часові кристали Гераса з шістьма артефактами під назвою «камідоґу», щоб знищити мультивсесвіт і переробити його за своєю волею, перш ніж експериментувати над Саб-Зіро.
Знаючи, що вони з Міліною повинні залишатися у своїй часовій лінії, щоб захистити її, Лю Кан відправляє Скорпіона, Сайракс та Сектора в Світ Хаосу, щоб врятувати Гераса. Там вони об'єднуються з трьома учасниками повстання проти Хавіка: підполковником Джонатаном Кейджем з часів Другої світової війни, імператором Рейном та імператрицею Танею, які були скинуті з престолу, коли сили Хавіка поглинули їхній час. Хавік заманює їх у смертельний лабіринт, де Рейн жертвує собою, щоб врятувати Сектора та Таню. Після того, як Таня веде переговори з ув'язненим могутнім драконом на ім'я Орін, дракон відкриває їм портал до цитаделі Хавіка. Там вони зустрічаються з Саб-Зіро, якого Хавік перетворив на темну істоту хаосу на ім'я Нуб Сайбот. Перемігши Сайбота, вони рятують Гераса і тікають з ним та камідоґу — артефактом, що концентрує енергію всіх часових ліній всесвіту.
Лю Кан не може повернути Нуб Сайботу колишню подобу, але йому вдається звільнити його з-під контролю Хавіка. Хавік і його сили вторгаються в часову лінію Лю Кана, де він викрадає камідоґу і отримує силу об'єднати світи. Проте потім він зазнає поразки від Сайбота і Лю Кана, що відривають Хавіку кінцівки, змушуючи спрямувати силу титана на самолікування. Нуб Сайбот намагається вбити Хавіка, але Лю Кан і Герас зупиняють його, бо з загибеллю Хавіка загинуть і всі світи, які він об'єднав зі своїм. Лю Кан дозволяє Сектору піти і стати гросмейстером клану Лін Куей, обіцяючи знайти спосіб вилікувати Нуб Сайбота, а поки що тримає його в Храмі Стихій для безпеки. Зрештою, Скорпіон прощає Сайракс та запрошує її приєднатися до Ширай Рю.

## Розроблення
Після припинення підтримки Mortal Kombat 11 компанія NetherRealm Studios повідомила, що працює над новим проєктом у липні 2021 року. Актор озвучування Джонні Кейджа Ендрю Боуен у поспіхом видаленому твіті повідомив, що 12-й випуск перебуває в розробці. У лютому 2023 року генеральний директор Warner Bros.Discovery Девід Заслав оголосив під час звіту про прибутки за четвертий квартал 2022 року, що дванадцята частина серії планується випустити пізніше того ж року.
18 травня 2023 року NetherRealm Studios анонсувала Mortal Kombat 1 з датою виходу 19 вересня 2023 року. Це перезапуск серіалу, дія якого розгортається у часовій шкалі Нової ери, створеній Лю Каном після того, як він став богом у Mortal Kombat 11. NetherRealm Studios оголосила, що ті, хто попередньо замовить будь-яку версію гри для PS5 та Xbox Series, отримають доступ до бета-версії в серпні, а після запуску гри NetherRealm забезпечить поєднання гри та можливість синхронізації. Скін для Джонні Кейджа, заснований на образі Жана-Клода Ван Дамма, буде доступний, як преміум-контент для завантаження. Версії гри для PS5 та Xbox Series розробляє NetherRealm Studios, версії для Windows — QLOC, а версію для консолі Nintendo Switch — Shiver Entertainment та Sabre Interactive.

## Сприйняття
| Агрегатор  | Оцінка                                 |
| ---------- | -------------------------------------- |
| Metacritic | (PC) 81/100 (PS5) 85/100 (XSXS) 87/100 |

| Видання               | Оцінка         |
| --------------------- | -------------- |
| Destructoid           | 8/10           |
| Digital Trends        | [ 20 ]         |
| Eurogamer             | [ 21 ]         |
| Game Informer         | 9/10           |
| GameSpot              | 8/10           |
| GamesRadar+           | [ 24 ]         |
| Hardcore Gamer        | 3.5/5          |
| IGN                   | 8/10 (NS) 3/10 |
| Nintendo Life         | [ 28 ]         |
| PC Gamer (США)        | 70/100         |
| PCGamesN              | 8/10           |
| PCMag                 | [ 31 ]         |
| Push Square           | [ 32 ]         |
| Shacknews             | 9/10           |
| TouchArcade           | 3.5/5          |
| Video Games Chronicle | [ 35 ]         |
| VG247                 | [ 36 ]         |
| VideoGamer.com        | 9/10           |

Mortal Kombat 1 отримала широке схвалення, зібравши середню оцінку 81 зі 100 у версії для ПК, 85/100 у версії для PlayStation 5 і 87/100 для Xbox Series X на агрегаторі Metacritic.
Стівен Міллз у Destructoid описав Mortal Kombat 1 як крок уперед для франшизи. Основний ігровий процес легкий для освоєння новачками, а сюжет є вершиною кінематографічності в серії Mortal Kombat. Тому це чудове перезавантаження Mortal Kombat, яке може залучити як новачків, так і колишніх гравців.
Кріс Мойс у Eurogamer зробив висновок, що гра «почала щось на кшталт фальстарту, намагаючись автентично переосмислити себе, водночас не враховуючи сучасніші технологічні досягнення жанру». Онлайновий режим застарілий і гра жертвує налаштуванням індивідуальності бійців, навіть порівняно з MK11. Проте в ній видатна графіка та сюжет з яскравим фіналом і «уникає тривожного фетишизму зі зброєю, який переслідував MK11», повертаючись до естетики ґунфу. Проте у версії для Nintendo Switch балансу між візуальними ефектами та продуктивністю не вдалося дотриматися. При ціні в $70 версія для Nintendo Switch, хоча й повнофункціональна, надто довго завантажується і в ній надто помітні спрощення графіки: від простішої геометрії персонажів, до іноді повної відсутності тіней і нерухомих фонових об'єктів.
Згідно з Мітчеллом Зальтцманом з IGN, Mortal Kombat 1 — «ще одна чудова частина цієї легендарної серії, але не без проблем». Нова система камео та зміни в механіці боїв вирішують багато фундаментальних проблем, які виникали в Mortal Kombat 11. В цієї гри також чудовий сюжет, який повинен стати золотим стандартом. Але деякі елементи онлайнової гри застарілі, а режим «Вторгнення» не настільки захопливий, щоб вивчити всі переваги, які він надає. Версія для Nintendo Switch зазнала нищівної критики. Згідно з IGN, хоча сам процес боїв непоганий, гру псують розмиті фони, довгі завантаження, непостійна частота кадрів, каламутне зображення та безліч помилок.
Коннор Макар на сайті VG247 писав, що Mortal Kombat 1 закладає основу для нової ери Mortal Kombat. Сюжет складають «американські гірки перипетій, які перевершують і без того високі очікування». У той же час розчаровує відсутність таких елементів, як Крипта, замість яких запроваджено ненатхненні способи отримувати додаткове оформлення бійців.
Артем Лисайчук з ITC.ua описав, що часткова відмова від баласту минулих частин дозволила розробникам краще прописати інші світи. Сюжет, при своїй кінематографічності та насиченості подіями, надто короткий (проходиться за приблизно 6 годин). Проте нові механіки, такі як камео-бійці, не просто заміни старих механік, а повноцінні нововведення.